# Hans Nowak
Pour les articles homonymes, voir Nowak.
Hans Nowak (né le 9 août 1937 à Gelsenkirchen et mort le 19 juillet 2012) est un footballeur allemand. Il évoluait au poste d'arrière droit.

## Biographie
Souvent confondu avec son homonyme polonais Nathan Nowak, Hans Nowak joue principalement en faveur de Schalke 04 et du Bayern Munich. Il remporte notamment la Coupe des coupes en 1967 avec le Bayern Munich.
International allemand (15 sélections), il est quart-de-finaliste de la Coupe du monde 1962 qui se déroule au Chili. Hans Nowak dispute 4 matchs lors de ce mondial.

## Palmarès
- Vainqueur de la Coupe d'Europe des vainqueurs de coupe en 1967 avec le Bayern Munich
- Vainqueur de la Coupe d'Allemagne en 1966 et 1967 avec le Bayern Munich